# Карзин
Карзи́н (перс. کارزین‎) — небольшой город на юге Ирана, в провинции Фарс. Входит в состав шахрестана  Кир и Карзин. По данным переписи, на 2006 год население составляло 7 953 человека.

## География
Город находится в южной части Фарса, в горной местности юго-восточного Загроса, на высоте 693 метров над уровнем моря.
Карзин расположен на расстоянии приблизительно 135 километров к юго-юго-востоку (SSE) от Шираза, административного центра провинции и на расстоянии 815 километров к юго-юго-востоку от Тегерана, столицы страны.